# Charles Clyde Ebbets
Charles Clyde Ebbets (* 18. August 1905 in Gadsden, Alabama; † 14. Juli 1978) war ein US-amerikanischer Fotograf.
Ebbets wurde 1932 beauftragt, den Bau des Rockefeller-Centers zu dokumentieren.
Während dieser Arbeit entstand sein bekanntestes Foto Lunch Atop a Skyscraper, aufgenommen am 29. September 1932 im 69. Stock des Rockefeller-Center, kurz vor dessen Fertigstellung. Das Bild zeigt elf Arbeiter in einer Höhe von ca. 250 Metern auf einem Stahlträger sitzend über dem Abgrund vor der Silhouette New Yorks. In Deutschland erschien dieses Photo erstmals in der Berliner Illustrirten Zeitung am 23. Oktober 1932. Der Titel dort war Frühstückspause.
Das Foto gilt als eine der berühmtesten Aufnahmen des 20. Jahrhunderts.